# I Want Candy/Love Me Baby
I Want Candy/Love Me Baby è il 14° singolo dei Brian Poole & The Tremeloes, pubblicato nel Regno Unito nel 1965.

## Tracce
Lato A
1. I Want Candy – 2:24 (Richard Gottehrer, Jerry Goldstein, Bob Feldman, Bert Berns)

Lato B
1. Love Me Baby – 2:04 (Alan Blakley, Brian Poole)